# Staatliche Seefahrtschule Cuxhaven

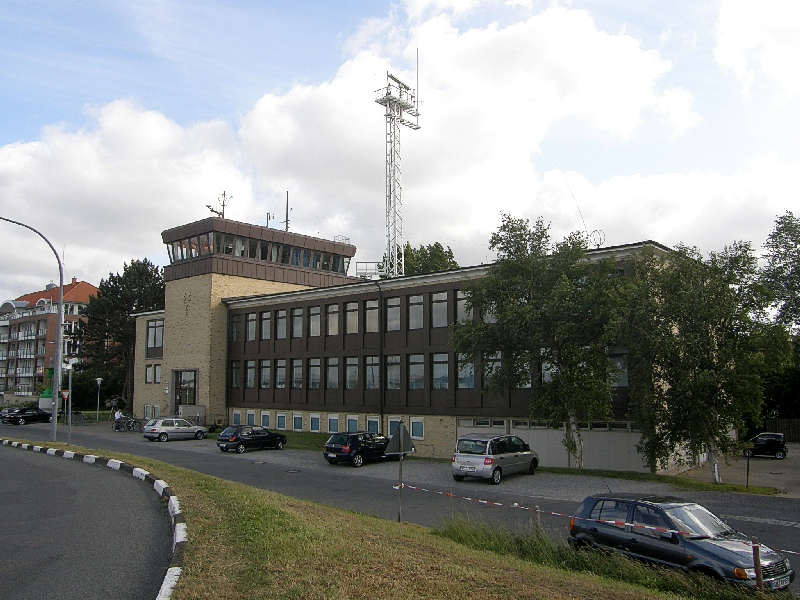
Die Seefahrtschule Nordseite

Die Staatliche Seefahrtschule Cuxhaven ist eine Seefahrtschule in Cuxhaven. Die Fachschule liegt direkt an der Grimmershörnbucht hinter dem Deich; das Gebäude erinnert äußerlich an ein modernes Seeschiff. Träger ist das Land Niedersachsen.

## Ausbildungsangebot
Die Seefahrtschule bietet sowohl nautisch als auch technisch orientierte Ausbildungsgänge an. Den Schülern entstehen keine Kosten für den Schulbesuch.

### Nautik / Fischerei-Fachschulausbildung
Es wird ein Lehrgang „Befähigungszeugnis aller Fahrgebiete und ohne Einschränkungen“ (4 Semester) und ein Lehrgang „Nautiker nationale Fahrt“ (1 Semester) angeboten. Die Ausbildung erfolgt gemäß den Rahmenbedingungen der nationalen und internationalen Vorschriften (z. B. STCW-Gesetz der International Maritime Organization).
Die Ausbildung wird mit dem Befähigungszeugnis zum nautischen Wachoffizier abgeschlossen, so dass den Absolventen nach der vorgeschriebenen Erfahrungszeit das Befähigungszeugnis zum „Kapitän für alle Fahrgebiete“ ausgehändigt wird. In den Stundenplan integriert sind praktische Ausbildungsmodule wie das Fahren eines Schiffes im Schiffsführungssimulator, am Radar-Simulator, Übungen am Funk-Simulator und im Seemannschaftslabor.

### Ausstattung, Lehrkörper
Zur Ausstattung der nautischen Abteilung zählen Schiffsführungssimulatoren, Liquid-Cargo-, Radar- und Funk-Simulatoren. In der Schiffbetriebstechnik werden die Studierenden im Wärmekraftlabor an realen Anlagen, wie zum Beispiel Dieselmotoren und Dampfturbine ausgebildet. Darüber hinaus werden sie auch mit Hilfe von Schiffsmaschinensimulatoren auf ihre spätere Tätigkeit vorbereitet.
An der Seefahrtsschule Cuxhaven sind hauptamtliche Lehrkräfte und Lehrbeauftragte beschäftigt, die das große nautische oder / und technische Befähigungszeugnis erworben haben und in verantwortlicher Position als Kapitäne oder Schiffsoffiziere zur See gefahren sind. Die Seefahrtsschule erhebt als staatliche Einrichtung keine Lehrgangsgebühren, es fallen lediglich Kosten für Bücher und Kopien an.

## Geschichte
Die Hafenstadt Cuxhaven hat seit dem 14. Jahrhundert sowohl als Ausgangspunkt für die Lotsentätigkeit als auch als Liegeplatz für Seeschiffe Bedeutung. Daher wurde schon früh eine nautische Ausbildungsmöglichkeit für die Lotsen und für die Seeleute der im Winterhafen liegenden Schiffe angestrebt.
Die Grundlage für eine solche Bildungseinrichtung wurde bereits im Jahre 1826 durch den Lehrer Rensch geschaffen, welcher in einem Haus in der Nähe des Hafens Navigationsunterricht erteilte. Neben Navigation standen damals die Fächer Algebra, Trigonometrie und Geometrie auf dem Stundenplan.
Im Jahre 1835 war es dem damaligen Rektor der höheren Bürgerschule, Danzel, aufgrund gravierender Kenntnismängel seitens der Lotsenschüler und Fahrensleute ein wichtiges Anliegen, eine Navigationsschule zu errichten. Diese sollten durch gezielten Unterricht dahin gebracht werden, sich selbst helfen und anderen bei ihren Vorbereitungen für den Besuch der seit 1749 bestehenden Hamburger Navigationsschule dienlich sein zu können. Damals war dieser Vorbereitungsunterricht ein notwendiger Bestandteil der theoretischen Nautikerausbildung. Die Schüler wurden nicht in geschlossenen Klassen bis zur Prüfung geführt, sondern wurden im Einzel- und Gruppenunterricht gesondert angesprochen. Durch intensive Mitarbeit sowie selbständige Vor- und Nachbereitung des Stoffes konnte die Navigationsschulzeit individuell abgekürzt werden; der Unterschied zwischen privater Vorbereitung und Unterricht war also noch wenig ausgeprägt. Der Versuch des Amtmannes Meier im Jahre 1836 die Schule zu einer staatlichen Einrichtung zu machen gelang nicht, sie blieb weiterhin eine Privatschule mit staatlicher Unterstützung. Seit dem Jahre 1863 wurden die Seemannskandidaten auf Vorschlag des Amtmannes Kirchenpauer in einem zweijährigen Kursus mit wöchentlich zwei Wochenstunden von dem Lehrer Remm auf den Besuch der Hamburger Navigationsschule vorbereitet. Dieser Unterricht fand erst mal nur bis zu Beginn der siebziger Jahre statt, wurde dann aber in den Jahren 1912/13 durch einen Lehrer der Hamburger Schule wieder aufgegriffen.
Der neue und letzte Anstoß zur Wiedereröffnung der Seefahrtschule Cuxhaven ging von der Fischerei aus, als im Jahre 1908 mit der Gründung des Seefischmarktes eine schnelle Entwicklung der Stadt zu einem der bedeutendsten deutschen Fischereihäfen einsetzte. Zwischen 1908 und 1926 stieg die Zahl der in Cuxhaven beheimateten Fischdampfer von zwölf auf hundert, was ein stetes Anwachsen der in der Fischerei tätigen seemännischen Bevölkerung und somit einen laufenden Bedarf an nautischen und technischen Patentinhabern mit sich brachte. In den zwanziger Jahren wurde der Wunsch nach einer Wiedereröffnung der Seefahrtschule immer dringender, zumal auch die Prüfungsordnung von 1925 die private Vorbereitung auf eine nautische Prüfung als nicht ausreichend bezeichnete. Der Schulbesuch wurde für alle Patente von A 2 und B 2 an aufwärts obligatorisch. Im Jahre 1928 erreichte der damalige Fischereidirektor Meinken, dass im Auftrag der Hamburger Deputation für Handel und Gewerbe durch Seefahrtschuldirektor Otto Steppes eine Zweigstelle der Seefahrtschule Hamburg in Cuxhaven eingerichtet wurde. Die hauptamtliche Lehrkraft, Kapitän Lindemann, führte abwechselnd einen B-2-/B-4- und einen B-5-Lehrgang durch. Für den zusätzlichen Unterricht in Gesundheitslehre war lange Zeit Friedrich Winckler zuständig.
Nach dem Tode von Kapitän Lindemann wurde Kapitän Kiesewetter, damals Studienrat an der Hamburger Seefahrtschule, 1935 mit der Durchführung der nautischen Lehrgänge in Cuxhaven beauftragt. Seinen Bemühungen und Beziehungen verdankt die Schule einige Verbesserungen in Bezug auf Ausstattung und Unterbringung. Zunächst gelang ihm die Einrichtung eines zweiten Lehrganges, so dass ein Steuermannskurs und ein Kapitänskurs gleichzeitig angeboten werden konnten. Nach der Angliederung der Cuxhavener Seefahrtschule an die in Wesermünde wurde im Jahre 1937 als zweite Lehrkraft Kapitän Kumm aus Wesermünde nach Cuxhaven versetzt. Die Prüfungen nahm seitdem der damalige Direktor in Wesermünde, Kapitän Dittmer, ab. Außerdem bekam die Schule 1938 eigene Räumlichkeiten am Seedeich mit freiem Blick auf die Elbmündung. Der Kriegsausbruch machte dieser Entwicklung ein Ende. Während der folgenden Jahre wurde der Unterricht zwar mit einem Lehrgang durch Kapitän Kumm weitergeführt, doch das gesamte Material ging verloren.
Im Jahre 1949 baute Kapitän Kiesewetter mit Hilfe der Cuxhavener Fischerei die Schule wieder auf, und gemeinsam mit Kapitän Brockert aus Leer konnte er wieder zwei Kurse gleichzeitig anbieten, bis er 1953 in den Ruhestand trat. Unter seinem Nachfolger als Schulleiter, Kapitän Wiese, wurde der Ausbau der Schule fortgesetzt. In den folgenden fünf Jahren wurden zahlreiche Lehrmittel und Geräte für die technische Navigation angeschafft und das Kollegium wurde auf sechs Lehrkräfte erweitert, so dass im Schichtunterricht fünf verschiedene Lehrgänge angeboten werden konnten. Trotzdem konnte nur ein Teil der zahlreichen Bewerber für einen Kursus angenommen werden. Der Mangel an nautischen Nachwuchskräften der Fischerei und der Frachtfahrt hielt weiter an. Durch Umwandlung der bisherigen Stelle des Schulleiters in eine Direktorstelle erreichte die Schule im November 1959 auch in Bezug auf Prüfungen ihre Eigenständigkeit. Der Schwerpunkt des Ausbildungsprogramms lag in den ersten Nachkriegsjahren hauptsächlich auf den Patenten der Fischerei. Obwohl zeitweise parallel dazu zwei Steuermannslehrgänge liefen, konnte der Mangel an nautischen Patentinhabern in der Hochseefischerei noch nicht behoben werden. In den Jahren 1958 und 1959 wurde auf dem Gelände des ehemaligen Forts Grimmershörn der seit 1953 geplante Neubau des Schulgebäudes errichtet, wodurch der jahrzehntelangen behelfsmäßigen Unterbringung mit Raumnot und Schichtunterricht ein Ende gesetzt wurde. Von nun an fand die technische Ausbildung in zahlreichen Spezialräumen statt, welche vor allem in den Fächern Nautik und Seemannschaft einen sehr praxisnahen Unterricht ermöglichten. Vervollständigt wurde das Raumangebot durch ein Manövrierbecken für selbstfahrende Modellschiffe sowie ein kleines Planetarium.
Die neue Schiffsbesetzungs- und Ausbildungsordnung aus dem Jahre 1970, die Bestimmungen über Errichtung und Betrieb von Fachschulen Seefahrt vom 15. März 1974 des Niedersächsischen Kultusministeriums und das Niedersächsische Schulgesetz aus dem Jahre 1975 setzten neue Maßstäbe und führten zu einem erweiterten Angebot an Studien- und Ausbildungsgängen.